# Casa consistorial de Mora (Toledo)
La casa consistorial de Mora es el edificio que alberga el Ayuntamiento de esta villa toledana, situado en la Plaza de la Constitución. El edificio actual, de estilo neomudéjar con decoración cerámica y arcos de herradura, data de finales de la década de 1920, cuando se derribó la antigua Casa del Concejo del siglo XVIII, erigida tras el nombramiento del maestro albañil Alfonso López en marzo de 1763. Desde entonces, ha permanecido como centro administrativo y sede de los plenos municipales de Mora.

## Historia
El origen de la casa consistorial de Mora se remonta al siglo XVIII, cuando, según inscripción en los dinteles de las ventanas de la planta baja, el edificio fue erigido en 1772 con fondos del común bajo la alcaldía de Manuel Martín y José Gómez. Este inmueble que originalmente era de estilo neoclásico, albergó las dependencias municipales y sirvió como centro administrativo del concejo hasta comienzos del siglo XX.
En 1927, impulsado por el auge económico derivado de la exportación del aceite tras la Primera Guerra Mundial y la guerra de África,  el Ayuntamiento encargó al arquitecto Ezequiel Martín Martín un nuevo proyecto para sustituir el antiguo edificio. Las obras, dirigidas por el arquitecto Flaviano Rey de Viñas, finalizaron en 1928, dando forma a la actual estructura de estilo neomudéjar con arcos de herradura y decoración cerámica.
El característico torreón circular, rematado con una cúpula bulbosa decorada con azulejería, se completó en 1930, consolidándose como elemento singular del inmueble.
Desde entonces, la Casa consistorial ha mantenido su función como sede del Ayuntamiento y espacio de celebración de plenos, además de constituir un destacado ejemplo de la arquitectura neomudéjar en la provincia de Toledo.

## Arquitectura
El edificio, proyectado por Ezequiel Martín Martín y ejecutado por Flaviano Rey de Viñas entre 1927 y 1928, es de estilo neomudéjar, muy en boga en la España de entreguerras. Está construido principalmente en ladrillo visto, combinado con paños de mampostería y profusa decoración cerámica vidriada que organiza motivos geométricos y vegetales típicos de esta corriente ornamental.
La fachada principal se compone de un vano de acceso y ventanales con arcos de herradura lobulados enmarcados en alfiz, mientras que en la planta alta se disponen balcones adintelados rematados con barandillas de hierro forjado. El alero de ladrillo, sobre ménsulas, corona todo el conjunto.
El elemento más singular es el torreón circular adosado a uno de los extremos del edificio, rematado por una cúpula bulbosa revestida de teja cerámica policromada en tonos vivos (azul, granate, amarillo y blanco), que se finalizó en 1930 y actúa como símbolo visual del inmueble.
En el interior, la planta baja alberga las dependencias de las oficinas municipales, mientras que la planta alta guarda el salón de plenos y el despacho de la Alcaldía, organizados alrededor de un vestíbulo que conserva su estructura original de bóveda de medio cañón y suelos de mosaico hidráulico.